# Fortaleza Esporte Clube
El Fortaleza Esporte Clube (traducido al español Club Deportivo Fortaleza) es un club de fútbol brasileño, de la ciudad de Fortaleza, capital del estado de Ceará. Fue fundado el 18 de octubre de 1918 y juega en el Campeonato Brasileño de Serie A.
El Fortaleza es uno de los grandes clubes del nordeste brasileño y uno de los primeros clubes del país que disputó una final del Campeonato Brasileño. Jugó la final del Campeonato Brasileño de Serie A en 1960 y también en 1968, siendo subcampeón en ambas ocasiones.
En 1982, Fortaleza jugó en el Torneio dos Campeões, un torneo nacional disputado por los clubes más grandes de Brasil, estaban participando los campeones y subcampeones de las competiciones nacionales oficiales disputadas en Brasil (Campeonato Brasileiro y el Torneo Río-São Paulo).
El club fue campeón brasileño de la Serie B en 2018. Fortaleza también tiene muchos títulos regionales del Norte y Nordeste de Brasil, los principales fueron el Torneo Norte-Nordeste de 1970 y la Copa del Noreste de 2019 y 2022. También tiene muchos títulos estatales, siendo el mayor campeón con 46 títulos de Campeonato Cearense. 
A nivel internacional, fue el segundo equipo de la Región Nordeste de Brasil que llegó a una final de un torneo de Conmebol en la historia (el CSA fue finalista y subcampeón de la Copa Conmebol 1999). Este importante registro lo logró en el año 2023, tras una campaña histórica que lo llevó a disputar la final de la Copa Sudamericana, donde cayó por penales ante Liga de Quito. También es el único equipo fuera de las regiones Sur y Sudeste de Brasil que estuvo en la Copa Libertadores de América por dos años consecutivos (compitió en 2022 y 2023).
Fue elegido el sexto mejor club del Mundo y el segundo mejor de Sudamérica por la IFFHS entre el periodo de noviembre de 2022 y octubre de 2023.
Los hinchas de Fortaleza son conocidos por su amor al club, haciendo grandes mosaicos para dar la bienvenida para su equipo en los partidos en el estadio. El club tiene buenos promedios de hinchas en las competiciones que juega. En 2020, en la primera fase de la Copa Sudamericana, los hinchas de Fortaleza hicieron historia y llenaron el sector visitante del Estadio Libertadores de América en partido ante Independiente. En 2021 logró la clasificación a la Copa Libertadores por primera vez en su historia.
Sus rivales más tradicionales proceden también de Fortaleza, como son Ceará Sporting Club y Ferroviário Atlético Clube.

## Símbolos
| Escudo - Fortaleza Esporte Clube | Escudo - Fortaleza Esporte Clube | Escudo - Fortaleza Esporte Clube | Escudo - Fortaleza Esporte Clube | Escudo - Fortaleza Esporte Clube | Escudo - Fortaleza Esporte Clube | Escudo - Fortaleza Esporte Clube | Escudo - Fortaleza Esporte Clube |
| 1918                             | 1940s                            | 1940s - 1950s                    | 1950s                            | 1960s                            | 2019-                            |                                  |                                  |
| -------------------------------- | -------------------------------- | -------------------------------- | -------------------------------- | -------------------------------- | -------------------------------- | -------------------------------- | -------------------------------- |

## Uniforme
- Uniforme titular: Camiseta con franjas horizontales azules, rojas y blancas, pantalón azul y medias blancas.
- Uniforme alternativo: Camiseta blanca, pantalón blanco y medias azules.
- Tercer uniforme: Camiseta granate, pantalón azul y medias blancas.

### Evolución del uniforme
| 1922-1926 | 1926-1938 | 1997 | 2013 | 2014 | 2015-2016 | 2016-2017 | 2017 |
| 2018      | 2019      | 2020 | 2021 | 2022 | 2023      | 2024      |      |

## Estadio

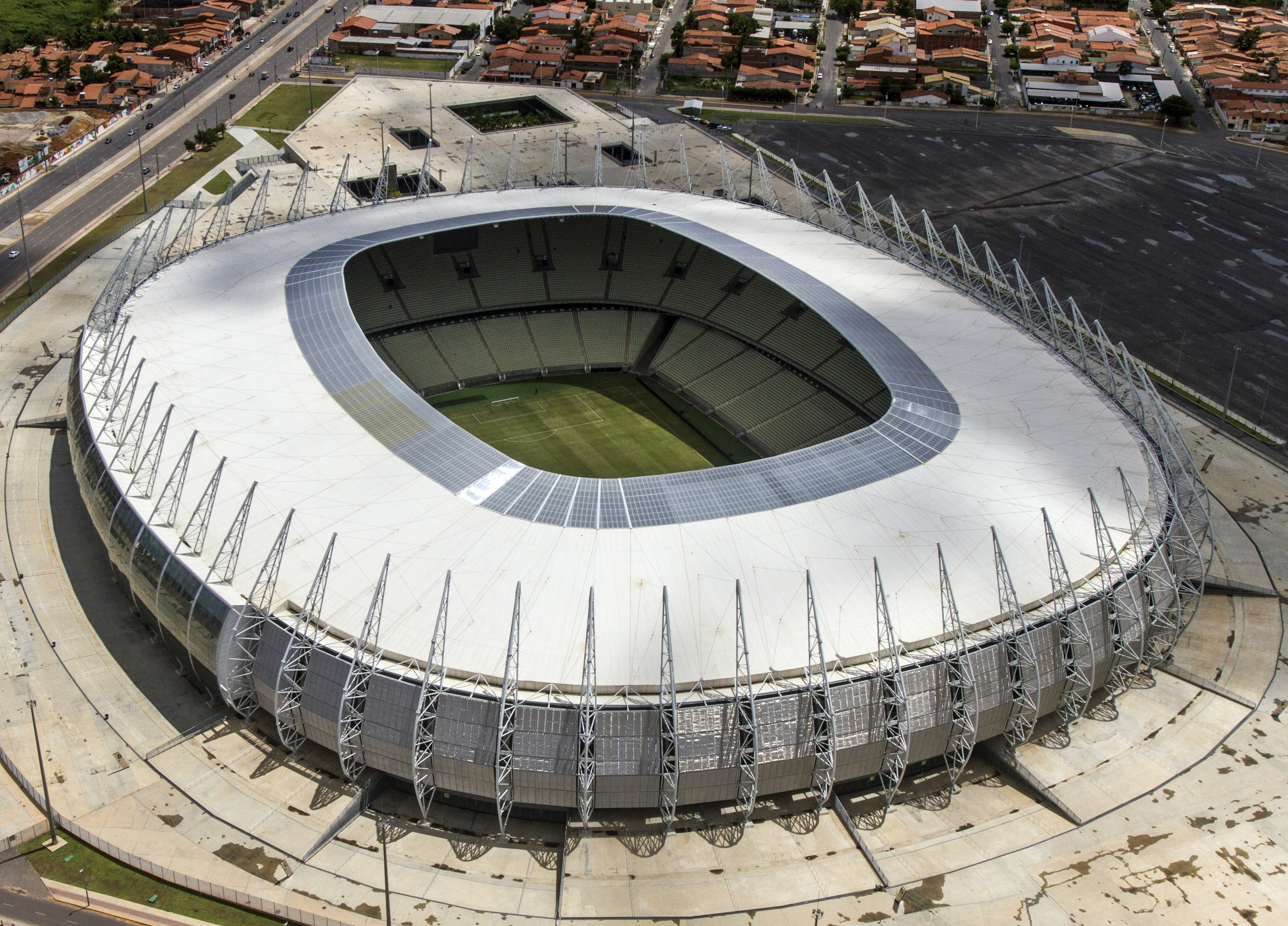
Estádio Castelão.

El Fortaleza juega sus partidos habitualmente en el Estadio Aderaldo Plácido Castelo, también llamado Castelão, inaugurado en 1973 y con una capacidad oficial de 63.904 espectadores.
También juega en ocasiones en el Estadio Presidente Vargas, inaugurado en 1941 y hasta 2008 con capacidad para 22.228 espectadores.

## Jugadores

### Fichajes 2025 • Invierno
| Altas        | Altas     | Altas                  | Altas    | Altas       |
| Jugador      | Posición  | Procedencia            | Tipo     | Costo       |
| ------------ | --------- | ---------------------- | -------- | ----------- |
| José Herrera | Delantero | Argentinos Juniors     | Traspaso | $ 2 000 000 |
| Adam Bareiro | Delantero | River Plate            | Traspaso | $ 1 540 000 |
| Helton Leite | Portero   | Deportivo de La Coruña | Traspaso | $ 300 000   |
| Weverson     | Defensa   | Arouca                 | Libre    | $ 0         |
| Vinícius     | Portero   | Portimonense           | Libre    | $ 0         |

| Bajas            | Bajas         | Bajas              | Bajas    | Bajas       |
| Jugador          | Posición      | Destino            | Tipo     | Costo       |
| ---------------- | ------------- | ------------------ | -------- | ----------- |
| Dylan Borrero    | Delantero     | América de Cali    | Traspaso | $ 1 200 000 |
| Bernardo Schappo | Defensa       | Estrela da Amadora | Traspaso | $ 200 000   |
| Pol Fernández    | Mediocampista | Godoy Cruz         | Libre    | $ 0         |
| David Luiz       | Defensa       | Pafos              | Libre    | $ 0         |
| Pedro Augusto    | Mediocampista | Sport Recife       | ?        | $ 0         |

## Entrenadores
- Luiz Carlos Cruz (2002–abril de 2003)[39]
- Ferdinando Teixeira (abril de 2003–junio de 2003)[39][40]
- Luiz Carlos Cruz (junio de 2003–agosto de 2003)[41][42]
- Márcio Araújo (agosto de 2003–diciembre de 2003)[43][44]
- Givanildo Oliveira (diciembre de 2003–abril de 2004)[44][45]
- Hélio dos Anjos (abril de 2004–agosto de 2004)[45][46]
- Mauro Fernandes (agosto de 2004–septiembre de 2004)[47][48]
- Zetti (septiembre de 2004–dezembro de 2004)[49][50][51]
- Dorival Júnior (diciembre de 2004–marzo de 2005)[52][53]
- Toninho Cecílio (interino- marzo de 2005)[53]
- Vágner Benazzi (marzo de 2005–junio de 2005)[54][55]
- Hélio dos Anjos (junio de 2005–octubre de 2005)[55][56]
- Valdir Espinosa (octubre de 2005–diciembre de 2005)[57][58]
- Jair Pereira (diciembre de 2005–enero de 2006)[59][60]
- Toninho Cecílio (interino- enero de 2006)[61]
- Jair Picerni (enero de 2006–abril de 2006)[62][63]
- Toninho Cecílio (interino- abril de 2006)[64]
- Márcio Bittencourt (abril de 2006–junio de 2006)[65][66]
- Hélio dos Anjos (junio de 2006–septiembre de 2006)[67][68]
- Roberval Davino (septiembre de 2006–noviembre de 2006)[69][70]
- Daniel Frasson (interino- noviembre de 2006–diciembre de 2006/diciembre de 2006–febrero de 2007)[70][71][72]
- Paulo Bonamigo (marzo de 2007–mayo de 2007)[73][74]
- Marco Aurélio (mayo de 2007–julio de 2007)[75][76]
- Amauri Knevitz (julio de 2007)[76][77]
- Jorge Veras (interino- julio de 2007)[78][79]
- Zetti (agosto de 2007–noviembre de 2007)[80][81][82]
- César y Alexandre Irineu (interino- noviembre de 2007)[82]
- Silas (noviembre de 2007–febrero de 2008)[83][84]
- Heriberto da Cunha (febrero de 2008–junio de 2008)[84][85]
- Alexandre Irineu (interino- junio de 2008)[85]
- Luiz Carlos Barbieri (junio de 2008–julio de 2008)[86][87]
- Jorge Veras (interino- julio de 2008–agosto de 2008)[88][89][90]
- Heriberto da Cunha (agosto de 2008–diciembre de 2008)[91][92][93]
- Casemiro Mior (diciembre de 2008–febrero de 2008)[94][95]
- Mirandinha (interino- febrero de 2009/febrero de 2009–mayo de 2009)[96][97][98]
- Giba (mayo de 2009–agosto de 2009)[99][100]
- Vladimir de Jesus (interino- agosto de 2009)[100]
- Márcio Fernandes (agosto de 2009–septiembre de 2009)[101][102]
- Roberto Fernandes (septiembre de 2009–diciembre de 2009)[103][104]
- Luiz Müller (diciembre de 2009–abril de 2010)[104][105]
- Zé Teodoro (abril de 2010–setembro de 2010)[105][106]
- Vladimir de Jesus (setembro de 2010–octubre de 2010)[106][107]
- Flávio Araújo (noviembre de 2010–abril de 2011)[108][109]
- Ferdinando Teixeira (abril de 2011–julio de 2011)[109][110][111]
- Arthur Bernardes (julio de 2011–agosto de 2011)[112][113]
- Márcio Rocha (interino- agosto de 2011)[113][114]
- Ademir Fonseca (agosto de 2011–septiembre de 2011)[115][116]
- Júlio Araújo (septiembre de 2011–2011)[117]
- Nedo Xavier (noviembre de 2011–julio de 2012)[118][119]
- Vica (julio de 2012–marzo de 2013)[119][120]
- Celso Gavião (interino- marzo de 2013)[121]
- Hélio dos Anjos (marzo de 2013–agosto de 2013)[122][123]
- Luís Carlos Martins (agosto de 2013–2013)[124]
- Marcelo Chamusca (?–diciembre de 2014)[125]
- Nedo Xavier (enero de 2015–marzo de 2015)[126][127]
- Marcelo Chamusca (marzo de 2015–octubre de 2015)[127][128]
- Flávio Araújo (noviembre de 2015–marzo de 2016)[129][130]
- Jorge Veras (interino- marzo de 2016)[131]
- Marquinhos Santos (marzo de 2016–septiembre de 2016)[132][133]
- Hemerson Maria (septiembre de 2016–febrero de 2017)[134][135]
- Marquinhos Santos (febrero de 2017–mayo de 2017)[136][137]
- Paulo Bonamigo (mayo de 2017–agosto de 2017)[138][139]
- Antônio Carlos Zago (agosto de 2017–octubre de 2017)[140][141]
- Rogério Ceni (noviembre de 2017–agosto de 2019)[142][143]
- Zé Ricardo (agosto de 2019–septiembre de 2019)[144][145]
- Rogério Ceni (septiembre de 2019–noviembre de 2020)[146][147]
- Marconne Montenegro (interino- noviembre de 2020)[148]
- Marcelo Chamusca (noviembre de 2020–enero de 2021)[149][150]
- Enderson Moreira (enero de 2021–abril de 2021)[151][152]
- Juan Pablo Vojvoda (mayo de 2021–julio de 2025)[153][154]
- Renato Paiva (julio de 2025–)[155]

## Presidentes
- Alcides de Castro Santos (1918-1920)
- João Gentil (1920-1923)
- Eurico Salgado Duarte (1923-1924)
- Pedro Riquet Nogueira (1925-1926)
- Francisco Luís de Oliveira (1927-1928)
- Lafayette Tapioca (1929)
- Antônio de Pádua Freire (1930-1932)
- Antenor Vale (1933-1934)
- Osvaldo Moreira Lima (1935-1936)
- João Ramos César de Vasconcelos (1937)
- Heitor Ribeiro (1938)
- Meton Borges (1938)
- Demócrito Freire (1938)
- Francisco Araújo (1939-1940)
- José Milton Holanda Pimentel (1940)
- Pedro Riquet Nogueira (1940)
- Capitão Luís Clóvis de Oliveira (1940-1941)
- Adriano Rodrigues Martins (1941)
- Luís Abner (1941-1942)
- Edmar Vilar de Queiróz (1942)
- Ivan César de Vasconcelos (1942-1943)
- Agapito dos Santos Sátiro (1943-1944)
- Capitão Galileu Saldanha de Menezes (1944-1945)
- Capitão Edmar Rabelo Maia (1945-1946)
- José Mário Belém de Figueiredo (1946-1949)
- Francisco Lorda Filho (1949)
- Mendo Leonel Chaves (1949-1950)
- Otoni Diniz (1950)
- Álvaro Paulo Kruel Viana (1950)
- Amaury Barbosa Gurgel (1951)
- José William Girão Frota (1951)
- Arcelino Costa Leitão (1951-1954)
- Francisco Bezerra de Oliveira (1954-1955)
- Pedro Torres (1955)
- Francisco Bezerra de Oliveira (1955-1956)
- Carlos Rolim Filho (1956-1958)
- Francisco Bezerra de Oliveira (1958)
- Francisco Mozart Cavalcante Gomes (1958)
- José Raimundo Costa (1958-1959)
- Manuel Nunes de Oliveira (1959)
- Antônio Luís do Vale (1959)
- Manuel Nunes de Oliveira (1959-1960)
- Otoni Diniz (1960-1961)
- José Raimundo Costa (1961)
- Otoni Diniz (1961-1963)
- José Orestes Cavalcante (1963)
- Francisco Manhães (1963)
- José Raimundo Costa (1964)
- José Orestes Cavalcante (1964)
- José William Girão Frota (1964-1965)
- Francisco Bezerra de Oliveira (1965)
- José Raimundo Costa (1965-1966)
- Francisco Bezerra de Oliveira (1966-1967)
- José Raimundo Costa (1967)
- Edmilson Barros de Oliveira (1967)
- Renato Brito Bastos (1967)
- Abdias Veras Filho (1967)
- Egberto de Paula Rodrigues (1967)
- Edmilson Xavier Bindá (1967-1968)
- Fares Cândido Lopes (1968)
- Otoni Diniz (1968-1969)
- Egberto de Paula Rodrigues (1969)
- José Raimundo Fontenelle (1969)
- José Cidrão de Oliveira (1970-1971)
- José Edyr Sabóia de Castro (1971-1972)
- General Edmar Rabelo Maia (1972-1975)
- Francisco Alves Maia (1975-1976)
- Airton França Rebouças (1977)
- Cid Liberato Paracampos (1977)
- Deputado Alfredo Machado (1977-1978)
- Otoni Diniz (1978)
- Deputado Alfredo Machado (1978-1979)
- Engenheiro Cássio Borges (1979)
- Ezequiel Menezes Filho (1979)
- José Camilo de Aguiar (1979-1980)
- João de Deus Costa Lima (1980)
- Fares Lopes (1980-1981)
- Silvio Carlos Vieira Lima (1981-1982)
- Hélder Veríssimo de Lima (1982-1983)
- Newton Cavalcante de Castro (1983)
- Ney Rebouças (1983-1984)
- Emanoel Papy Sabóia (1984)
- João de Deus Costa Lima (1984)
- João Gonçalves Monteiro (1984)
- Newton Cavalcante de Castro (1984)
- José Nestor Falcão Filho (1985-1986)
- Silvio Carlos Vieira Lima (1987-1989)
- Mauro Moraes de Lima (1989-1990)
- Paulo Rogério Magalhães (1990)
- Péricles Mulatinho (1990)
- Carlos Alberto Ribeiro (1990)
- Péricles Ribeiro Mulatinho (1991-1992)
- Flávio Novaes (1993)
- Fernando Silva (1993)
- Newton Cavalcante (1994)
- Quintino Feitosa (1994)
- Raimundo Regadas (1994)
- José Raimundo Costa (1995)
- Fernando Silva (1995)
- José Raimundo Costa (1995)
- Souza Filho (1996)
- Ciro Nepomuceno (1996)
- José Raimundo Costa (1996)
- Osvaldo Azim (1996-1998)
- Atanásio dos Santos (1998)
- Ariosvaldo Gomes (1998)
- Leonel Pereira Alencar Neto (1998-1999)
- Jorge Alberto Carvalho Mota (1999-2004)
- Clayton Alcântara Veras (2004)
- José Ribamar Felipe Bezerra (2005-2006)
- Marcelo Desidério (2007-2008)
- Lúcio Bonfim (2008-2009)
- Renan Vieira (2009-2010)
- Paulo Arthur (2011)
- Jorge Mota (2014-2017)[156][157]
- Eduardo Girão (2017)[158][159]
- Marcelo Paz (2017-2023)[160][161]
- Alex Santiago (2024)[162]
- Rolim Machado (2025)

## Datos del club
- Participaciones en la Copa Libertadores: 2 (2022, 2023)

Mejor posición: Octavos de final (2022)
- Participaciones en la Copa Sudamericana: 2 (2020, 2023)

Mejor posición: Subcampeón  (2023)

## Participaciones internacionales
Fortaleza debería haber disputado su primera competición internacional en 1969, después de ser subcampeón brasileño de 1968 y porque ya había vacantes para la disputa de Copa Libertadores de América para ambos finalistas en el período. Pero no jugó debido a la demora en el calendario de fútbol brasileño, porque la Libertadores se disputó antes de la final del Campeonato Brasileño de 1968, que solo sucedió en 1969. Como resultado, los clubes brasileños no disputaron la competición continental en 1969. Pero el club confirmó un lugar en su primera competición internacional después de vencer a Goiás en Goiânia por 2-1 en el Campeonato Brasileño de 2019, clasificándose así para la Copa Sudamericana 2020. En la Copa Sudamericana 2020 el equipo quedó eliminado en la primera fase por Independiente. Perdió por 1-0 en la partida jugada en Argentina y ganó el partido jugado en Brasil por 2-1, pero fue eliminado por el gol de visitante que marcó el Independiente.
| Competición               | Edición           |
| ------------------------- | ----------------- |
| Conmebol Libertadores (3) | 2022, 2023, 2025. |
| Conmebol Sudamericana (3) | 2020, 2023, 2024. |

### Por competición
| Torneo                       | TJ | PJ | PG | PE | PP | GF | GC | DG  | Puntos |
| ---------------------------- | -- | -- | -- | -- | -- | -- | -- | --- | ------ |
| Copa Libertadores de América | 2  | 12 | 4  | 3  | 5  | 16 | 16 | 0   | 15     |
| Copa Sudamericana            | 3  | 25 | 15 | 5  | 5  | 49 | 27 | +22 | 50     |
| Total                        | 5  | 37 | 19 | 8  | 10 | 65 | 43 | +22 | 65     |

## Partidos amistosos internacionales destacados
• Fortaleza 2 - 0 Sparta Praga (1971)
• Fortaleza 2 - 0 Dinamo de Bucarest (1971)
• Fortaleza 1 - 0 Libertad (2001)
• Fortaleza 3 - 1 Boca Juniors (2010)

## Palmarés

### Títulos oficiales
En negrita las competiciones vigentes en la actualidad.
Torneos internacionales
| Competición Internacional   | Títulos | Subtítulos |
| --------------------------- | ------- | ---------- |
| Conmebol Sudamericana (0/1) |         | 2023       |

Torneos nacionales
| Competición nacional                  | Títulos | Subtítulos  |
| ------------------------------------- | ------- | ----------- |
| Campeonato Brasileño de Serie A (0/2) |         | 1960, 1968. |
| Campeonato Brasileño de Serie B (1/2) | 2018.   | 2002, 2004. |
| Campeonato Brasileño de Serie C (0/1) |         | 2017.       |

Torneos regionales
| Competición regional        | Títulos                   | Subtítulos |
| --------------------------- | ------------------------- | ---------- |
| Copa do Nordeste (3/0)      | 2019, 2022, 2024          |            |
| Torneo Norte-Nordeste (1/0) | 1970. (Récord compartido) |            |

Torneos estaduales
| Competición estadual                           | Títulos | Subtítulos |
| ---------------------------------------------- | --- | --- |
| Campeonato Cearense (46/28)                    | 1920, 1921, 1923, 1924, 1926, 1927, 1928, 1933, 1934, 1937, 1938, 1946, 1947, 1949, 1953, 1954, 1959, 1960, 1964, 1965, 1967, 1969, 1973, 1974, 1982, 1983, 1985, 1987, 1991, 1992, 2000, 2001, 2003, 2004, 2005, 2007, 2008, 2009, 2010, 2015, 2016, 2019, 2020, 2021, 2022, 2023. | 1922, 1925, 1929, 1936, 1941, 1944, 1950, 1958, 1968, 1970, 1971, 1975, 1976, 1977, 1978, 1979, 1984, 1986, 1988, 1990, 1997, 2002, 2006, 2012, 2014, 2018, 2024, 2025. |
| Torneo Apertura del Campeonato Cearense (12/0) | 1925, 1927, 1928, 1933, 1935, 1948, 1960, 1961, 1962, 1964, 1965, 1977. (Récord compartido) | |
| Copa Fares Lopes (0/1)                         | | 2017. |
| Copa de Campeones Cearenses (2/0)              | 2016, 2017. (Récord) | |

Torneos metropolitanos
| Competición metropolitana               | Títulos | Subtítulos |
| --------------------------------------- | ------- | ---------- |
| Torneo Metropolitano de Fortaleza (1/0) | 1919.   |            |

### Título amistoso internacional
Paramaribo Cup 1962